# Zizinca
Zizinca – wieś w Rumunii, w okręgu Vaslui, w gminie Deleni. W 2011 roku liczyła 210 mieszkańców.